# 鯊魚號潛艇 (1907年)
鯊魚號潛艇（羅馬化：Akula）是為俄羅斯帝國海軍建造的潛艇。鯊魚號曾服役於第一次世界大戰，並於1915年11月因觸雷而沉沒。

## 設計與施工
該潛艇由伊凡·巴布諾夫（Ivan Grigoryevich Bubnov）設計，綜合了之前的七鰓鰻號和虎鯨級。該設計於1905年末提交給海洋技術委員會，並於1906年收到訂單。
鯊魚號建造於聖彼得堡的波羅的海造船廠，1907年9月4日下水。

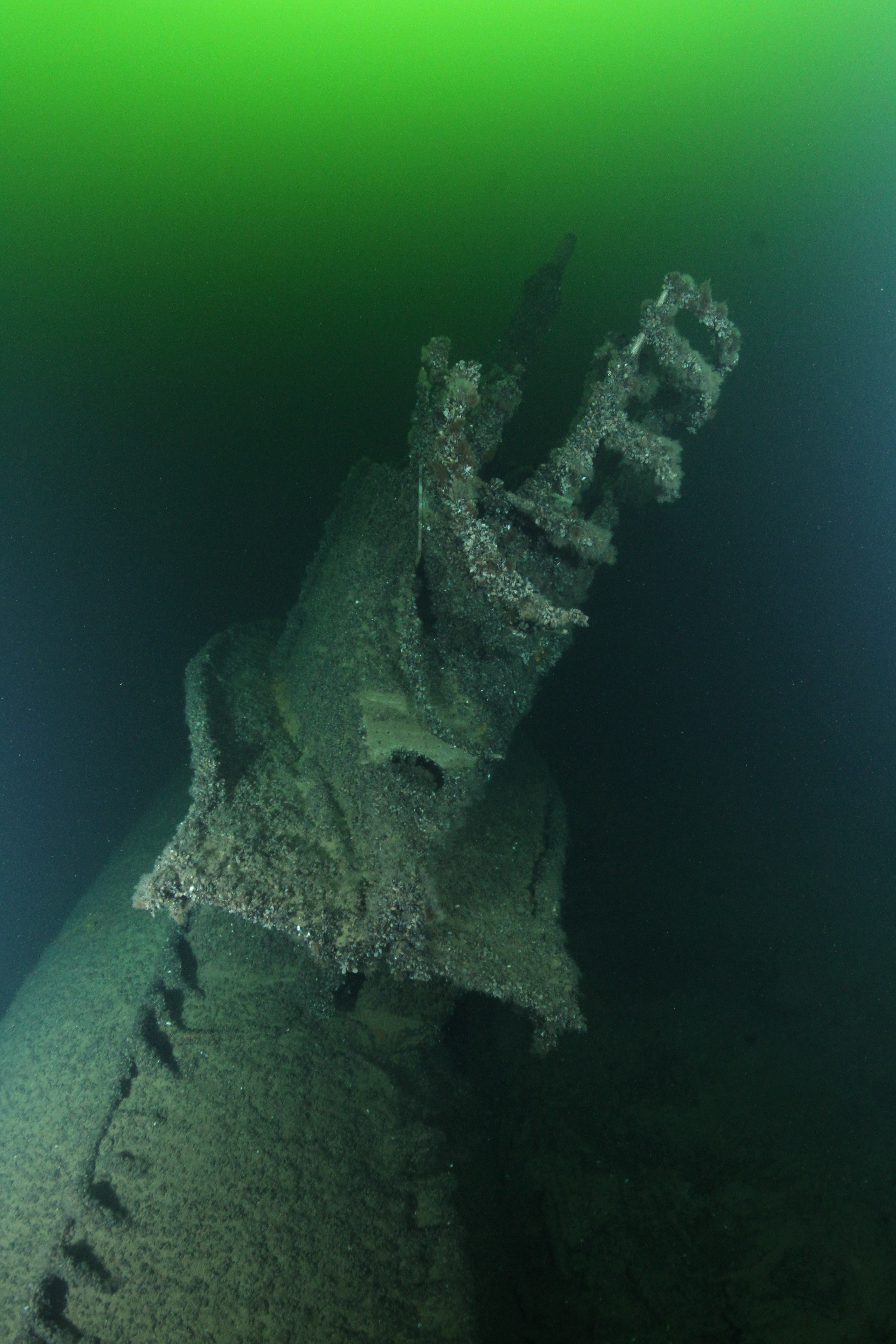
沉沒於希烏馬島附近的鯊魚號。

鯊魚號最初使用汽油引擎，但後來替換成更安全的柴油引擎。艇體採用單殼體加鞍形水柜，潛水深度為25噚（ 45米（148英尺） ）。
鯊魚號最初遇到了嚴重的問題而需更換電動馬達和螺旋槳。該潛艇是俄羅斯第一艘能夠長距離巡航的潛艇。1912年時以五枚魚雷進行世界上首次多魚雷齊射。
第一次世界大戰期間服役於波羅的海艦隊服役，共執行了16次巡邏，並曾襲擊德國岸防戰艦貝奧武夫號，但未獲成功。
1914年10月10日，鯊魚號擱淺在蘇勒松（Soeloesund）。在無畏號砲艦的協助下重新浮出水面。1915年11月執行第17次巡邏時觸雷，在希烏馬島附近沉沒，35名船員全體遇難。鯊魚號如今位於水下約30公尺處。

## 註記
1. ↑  Einmann, Andres. . Postimees. 3 December 2014  [8 July 2015]. （原始内容存档于2023-10-09） （爱沙尼亚语）.
2. ↑  Chernyshev, Alexander Alekseevich.  [They died without a fight. Catastrophes of Russian ships of the XVIII-XX centuries]. Veche. 2012  [15 November 2021]. （原始内容存档于19 August 2022） （俄语）.
3. ↑  . wrecksite.eu.
4. ↑  . Delfi.ee. 25 June 2014  [8 July 2015]. （原始内容存档于28 June 2014） （爱沙尼亚语）.

## 外部連結
- flot.com （俄文） （页面存档备份，存于）
- deepstorm.ru （俄文）。 （页面存档备份，存于）
- 波羅的海海底發現鯊魚潛艇 （页面存档备份，存于）